# Giorgi Tenadse
Giorgi Tenadse (georgisch გიორგი თენაძე; * 24. Mai 1962 in Poti,  Mingrelien und Oberswanetien, Georgische SSR) ist ein ehemaliger sowjetischer Judoka. Er gewann eine olympische Bronzemedaille im Leichtgewicht, der Gewichtsklasse bis 71 Kilogramm.

## Sportliche Karriere
Der einst 1,72 m große Athlet gewann 1984 bei den Studentenweltmeisterschaften. Bei der Sommer-Universiade 1985 erkämpfte er eine Bronzemedaille. 1987 siegte Tenadse mit dem sowjetischen Team bei den Mannschaftsweltmeisterschaften vor den Franzosen.
1988 gewann er nach 1985 zum zweiten Mal das internationale Turnier in Tiflis. Bei den Olympischen Spielen 1988 in Seoul siegte er in seinen ersten vier Kämpfen und unterlag dann im Halbfinale gegen den Franzosen Marc Alexandre, den späteren Olympiasieger. Den Kampf um Bronze gewann Tenadse gegen den Ungarn Bertalan Hajtós nach 1:44 min durch Ippon.
Bei den Europameisterschaften 1989 in Helsinki traf Tenadse im Viertelfinale auf Marc Alexandre und verlor, mit zwei Siegen in der Hoffnungsrunde erkämpfte sich Tenadse die Bronzemedaille. Bei den in Belgrad ausgetragenen Weltmeisterschaften 1989 unterlag Tenadse im Halbfinale dem US-Judoka Mike Swain. Im Kampf um Bronze traf er auf Marc Alexandre und konnte dieses Mal den Kampf für sich entscheiden. Bei den Europameisterschaften 1990 belegte Tenadse nach Niederlagen gegen den Türken Alpaslan Ayan und gegen Bertalan Hajtós den siebten Platz. Danach endete seine internationale Karriere.
1986, 1989 und 1989 war Giorgi Tenadse sowjetischer Meister im Leichtgewicht.